# Vojnić
Vojnić je naselje na Hrvaškem, ki je središče občine Vojnić Karlovške županije.
Vojnić leži ob cesti Karlovec-Dvor-Bosanski Novi okoli 29 km jugovzhodno od Karlovca na desni obali reke Radonje na nadmorski višini 142 m. V vojnah proti Turkom je bil v Vojnić pomembno oporišče v zgodovinski pokrajini Kordun. Po turški zasedbi v 16. stoletju pa je prišlo do izgona hrvaških prebivalcev ter naseljevanja Srbskih pravoslavnih družin. V obdobju Vojne krajine je bila postavljena pravoslavna cerkev. Leta 1990 se je občina Vojnić pridružila srbskemu uporu in postala del Srbske Krajine, hrvaško prebivalstvo pa izgnano. Po Operaciji Nevihta pa je Vojnić ponovno postal del Hrvaške.

## Demografija
| Pregled števila prebivalcev po letih | Pregled števila prebivalcev po letih | Pregled števila prebivalcev po letih | Pregled števila prebivalcev po letih | Pregled števila prebivalcev po letih | Pregled števila prebivalcev po letih | Pregled števila prebivalcev po letih | Pregled števila prebivalcev po letih | Pregled števila prebivalcev po letih | Pregled števila prebivalcev po letih | Pregled števila prebivalcev po letih | Pregled števila prebivalcev po letih | Pregled števila prebivalcev po letih | Pregled števila prebivalcev po letih | Pregled števila prebivalcev po letih |
| ------------------------------------ | ------------------------------------ | ------------------------------------ | ------------------------------------ | ------------------------------------ | ------------------------------------ | ------------------------------------ | ------------------------------------ | ------------------------------------ | ------------------------------------ | ------------------------------------ | ------------------------------------ | ------------------------------------ | ------------------------------------ | ------------------------------------ |
| 1857                                 | 1869                                 | 1880                                 | 1890                                 | 1900                                 | 1910                                 | 1921                                 | 1931                                 | 1948                                 | 1953                                 | 1961                                 | 1971                                 | 1981                                 | 1991                                 | 2001                                 |
| 336                                  | 355                                  | 337                                  | 406                                  | 476                                  | 511                                  | 509                                  | 441                                  | 488                                  | 732                                  | 743                                  | 981                                  | 1120                                 | 1204                                 | 1156                                 |